# ウイチョル族
ウィチョル人（ウイチョルじん）あるいはウィチョール人（ウィチョールじん、英: Huichol）（内名はウィラリカ (Wixárika、Wixarica、Wixarika、Wizarika)、複数形ウィラリタリ (Wixaritari、Vixaritari)）とは、主にメキシコのナヤリト州やハリスコ州に暮らす民族である。ナワトル語も属するユト＝アステカ語族の言語であるウイチョル語を話すが、人口約2万人のうち65パーセントはスペイン語も用いる。伝統的に農耕を行うが出稼ぎ労働にも従事し（参照: #生活）、また本来は狩猟採集民であったという説が有力である（参照: #歴史）。色彩豊かな毛糸絵やビーズ細工といった民芸品の製作や（参照: #民芸品）、サボテンの一種であるペヨーテ（peyote; ウイチョル語ではヒクリ (híkuri、híkuli、hiculi)）にまつわる文化で知られている（参照: #習俗）。なお、農耕や出稼ぎ労働、儀礼、商売といったあらゆる活動を家族もしくは親族単位で行う傾向が見られる。

## 居住地
ウイチョル族はサン・アンドレス・コアミアタ（西: San Andrés Cohamiata; ウイチョル語: Tateikie）、サンタ・カタリナ・クエスコマティトラン（西: Santa Catarina Cuexcomatitlán; ウイチョル語: Tuapurie）、サン・セバスティアン・テポナワストラン（西: San Sebastián Teponahuaxtlán; ウイチョル語: Wautia）、トゥクスパン・デ・ボラーニョス（西: Tuxpan de Bolaños; ウイチョル語: Tutsipa）、グアダルーペ・オコタン（西: Guadalupe Ocotán; ウイチョル語: Xatsitsarie）という5つの先住民共同体（西: comunidad indigena）に居住する。これらの先住民共同体は郡（西: municipio） (en) の下位区分ではあるが、統治や宗教に関して大幅な自治権を有するものとなっており、5つの中ではサン・アンドレス・コアミアタの村がウイチョル族の村落としては最大規模のものである。

## 歴史
ウイチョル族の起源については、以下のような4つの説が存在する。
1. 西シエラ・マドレ山脈の東方から西シエラ・マドレ山脈に移動してきた狩猟採集民。
2. 西シエラ・マドレ山脈の南方から移動してきた集団。
3. 太平洋岸から移動してきた集団。
4. 最初から西シエラ・マドレ山脈に暮らしていた集団。

1.の説の狩猟採集民とはユト＝アステカ語族の言語を話していたとされているチチメカ（西: chichimeca）と総称される集団で、特にその一派のテオ・チチメカ（西: teo-chichimeca）あるいはグァチチル（西: guachichil）がウイチョル族の祖先であると説明される場合が多い。このチチメカ起源説には、更に起源を局地的にペヨーテ巡礼の聖地ウィリクタ（Wirikúta）と特定するものも存在する。2.の説はウイチョル族の神話・伝承に基づくもので、起源の地をウィリクタ周辺とする1.の説よりも更に古い時代のことを説明している可能性のあるものである。3.の説も神話に基づくもので、神話では太平洋岸の聖地ハラマラ（Haramara）で誕生した神が聖地ウィリクタへと移ったと語られており、やはり1.の説よりも古い時代のことを説明する内容となっている。一方、4.の説に関しては、ウェイガンド（Weigand）が西シエラ・マドレ山脈での考古学的調査により西暦200年頃以降の文化発展の形跡の発見について触れ（Weigand 1992: 131）、ウイチョル族の祖先は西シエラ・マドレ山脈地域のうち太平洋岸近くのテクアル地方（Tecual）に暮らしていた住民と、山脈を流れるチャパラガナ川（Chapalagana）流域南部、北部および東部とボラーニョス谷（Bolaños）の住人であるとの見解を述べている（Weigand 1992: 155）。しかし、多くの研究者は1.の説のようにチチメカに起源を求める説を支持しており、チチメカが何らかの外部からの圧力を避けて山地へと逃れ、狩猟採集から農耕へと生業をシフトした子孫がウイチョル族であると考えることが可能である。(山森 2017, p. 130) も、「先スペイン期から西シエラ・マドレ山脈内に暮らす住民も存在していたであろうが、非常に山深く、食糧資源が乏しい過酷な環境から考えて、今日のウィチョールの祖先になり得るほどの大規模な集団が暮らしていたとは考え難い」と述べている。
19世紀末の10年間には、探検家カール・ルムホルツ（Carl Lumholtz）がウイチョル族やタラフマラ族（Tarahumara）をはじめとするメキシコ西シエラ・マドレ山脈の先住民の間でのペヨーテの使用を記録している。ウイチョル族やタラフマラ族の他にもコラ族（Cora）がペヨーテ儀式を行うことで知られているが、いずれも踊りが中心で何世紀にもわたってその内容をほとんど変えていないと推定され、特に現代ウイチョル族のペヨーテ儀式はスペイン人記録者ベルナルディーノ・デ・サアグン（Bernardino de Sahagún）が記述を行ったテオ・チチメカの儀式との一致が見られ、植民地期以前の儀式に最も近いものであるとされる。メキシコの古い記録はキリスト教の宣教師たちが残したものであるが、その一方で宣教師らはペヨーテを用いた儀式を邪教と見做し、猛烈な迫害を行った。しかしそれでもなお、先住民たちは何世紀にもわたる伝統のあるペヨーテカルトを放棄しようとはしなかった。
1934年と翌1935年には、米国の人類学者ロバート・M・ズィング（Robert M. Zingg）がウイチョル族についての現地調査を行った。

## 生活
ウイチョル族は乾燥した山岳地帯において世帯ごとにランチェリア（西: ranchería）という村落にまとまって居住する。4月頃から9月頃にかけての雨期にトウモロコシやカボチャ、タバコ、フリホール豆といった作物の生産を、種を撒くための棒や鋤、家畜を用いる極めて伝統的な焼畑農法で行うほか、副次的に狩猟や採集も行う。既に#歴史で触れられたように、ウイチョル族は本来は狩猟採集民であった可能性が高く、生活様式は狩猟採集民的なものと農耕民的なものとを折衷したものとなっている。現代においても農業はウイチョル族によって最重要の産業であるが、後述するような出稼ぎや民芸品の製作販売といった収入源の多様化もあり、農業の重要度は徐々にではあるが低下しつつある（Weigand 1978: 109）(山森 2015, p. 122)。
10月頃から3月頃までの乾期は農閑期にあたり、ウイチョル族はランチェリアを離れて共同体の集う場となる村へ移動する。乾期には共同体規模での儀礼も執り行われるが、その中には後述するような「ペヨーテ巡礼」（ペヨーテ狩り）なども含まれる。一方で春になると一時的な労働のため太平洋沿岸部まで出稼ぎに赴く。主な出稼ぎ先はナヤリト州やハリスコ州、サカテカス州の農場で、出稼ぎに出るウイチョル族のうちの約6割は太平洋沿岸部のタバコ農場などで季節労働者として働く（Barrera Rodríguez 2004: 229）。
ウイチョル族は刺繍などを施した色とりどりの民族衣装や、神話に関連した内容の毛糸絵の製作を行っていることでも有名である。ウイチョル族の民芸品にはほかにビーズ細工や織物の帯、肩掛け鞄も存在するが、後述するように民芸品の製作や販売がウイチョル族自身への大きな現金収入には結びついていない現状が指摘されている（参照: #民芸品）。またヴァイオリンやギターの自作も行う。

### 民芸品
民芸品店で販売されるウイチョル族の民芸品は毛糸絵（西: cuadro de estambre; 英: yarn painting）とビーズ細工とに大別される。

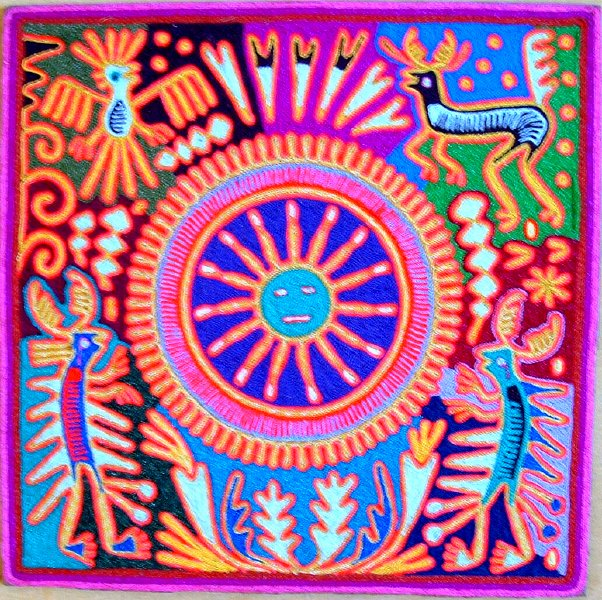
毛糸絵の一例

このうち毛糸絵はニエリカ（ウイチョル語: niérika、nierika）とも呼ばれ、本来はシャーマンが世界を知るために用いる呪物、つまり特別な力を有する道具で、天の世界をのぞくための窓を象ったものであるとされている。Schaefer & Furst (1996:527) もニエリカの語義を「異世界への入り口」としている。道具としてのニエリカは形も用途も様々で、Fresán Jiménez (2002:65–67) はニエリカの形を以下のように分類している。
- 葦を輪の形に編んだもの
- 糸を蜘蛛の巣のように張って輪状にしたもの
- 竹ひごで編んだもの
- 石製や木製の板に彫刻や毛糸貼りで鹿やトウモロコシを描いたもの
- 毛糸絵
- 円形の鏡

小型のものの多くは呪物として用いられる矢に取り付けられ、一方大型のものは神殿の壁にはめ込まれたり屋根からぶら下げられたりしている（Lumholtz & Cruz 1997: 62）。しかし、今日呪物として製作されるニエリカの大半は、円形の小さな板を基本としてその中央に、
- ガラスや鏡をはめ込んだもの
- 穴を開けたもの
- 太陽を描いたもの

のいずれかとなっている（Negrín 1977: 31）。
こうした呪物としてのニエリカからやがて商品としての毛糸絵が派生する訳であるが、この発展はウイチョル族自らの手による自発的な取り組みによるものではなく、1934年あるいは1935年頃から見られた（Maclean 2010: 68）外部からの働きかけを契機とするものである。その後1953年にメキシコシティにポピュラーアート・産業博物館（西: Museo de Artes e Industrias Populares）が設立されるが、この頃からウイチョル族の毛糸絵製作が盛んになり始める。はじめのうち、毛糸絵は小型かつ簡素なデザインであった。しかし、サポパン大聖堂のフランシスコ会神父エルネスト・ロエラ・オチョア（Ernesto Loera Ochoa）の助言を受けたウイチョル族のシャーマンラモン・メディナ・シルバ（Ramón Medina Silva）が、同大聖堂のウイチョル族博物館での展示販売を目的として（Kindl & Neurath 2003: 443）ウイチョル族の神話を毛糸絵に表現することを始めた。こうしてウイチョル族の世界観が編み込まれた毛糸絵は、その独特かつ緻密な製作技法とデザインのサイケデリックさとが高く評価され、民芸品からアートへと昇華させられた。またこの毛糸絵により、ウイチョル族は「伝統的な生活を保つ先住民」、また「芸術家」としてメキシコ内外で知られることとなった。

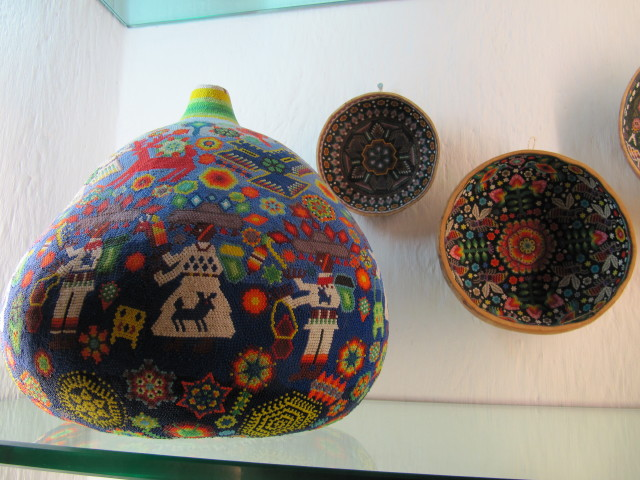
ビーズ細工の例

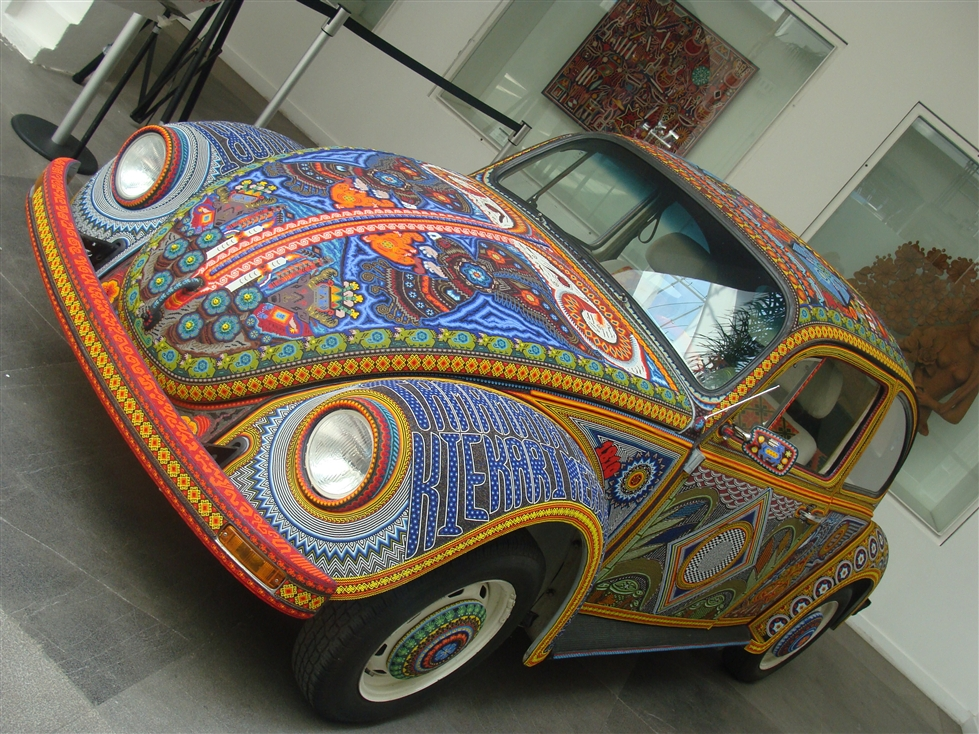
El Vochol

ついでビーズ細工だが、これには2つの系統が存在する。一方はイヤリングやネックレス、指輪、ブレスレット、ペンダントといった装身具で、もう一方は呪物ニエリカより発展した毛糸絵から更に派生したものと思われ、四角い木製板やヒョウタンの器、仮面や動物の像に蜜蝋を塗り、その上にビーズによる絵や模様を貼り付けるものである。いずれの系統のものも19世紀末に関連する記録が存在し、前者は女性用のビーズ製イヤリングやブレスレット、足首の装身具についてサンタ・カタリナ・クエスコマティトランに派遣された政府の役人が（Castelló Yturbide & Mapelli Mozzi 1998: 54）、後者はヒョウタンや土でできた器型の呪物 jícara が彩色とビーズで飾られ、神に捧げられているとルムホルツが記録している。ただし動物の像にビーズを飾る手法はウイチョル族固有のものではなく、ジャガーの頭部を模した像に彩色などの飾りつけをするゲレーロ州の民芸品から着想を得たものと考えられている（Barajas Zendejas 2009: 121; Rajsbaum Gorodezki 1994: 72）。2015年の時点でビーズ細工は毛糸絵よりも主流の民芸品となっており、2010年にはメキシコの芸術活動のシンボル的なものとして、フォルクスワーゲン社の旧ビートルの車体全体および内装にビーズ細工を施した巨大な作品 El Vochol (en) が、ポピュラーアート美術館（西: Museo de Arte Popular）の下で大勢のウイチョル族の参加によって製作された。
ウイチョル族の毛糸絵やビーズ製作が国内外の注目を集めてきた一方で、こうした民芸品によって得られるはずの収益が当のウイチョル族に十分行き渡っていない状況も指摘されている。(山森 2017) は、民芸品の販売についての現地での実態調査を経た上で、ウイチョル族は資金力や商売の知識に乏しく、同族意識や同郷意識が希薄な一方で、民芸品の販売にも家族単位や親族単位であたろうとするなどの「狩猟採取民的な特質」があると指摘し、民芸品製作販売によるウイチョル族自身への収益が思わしくない理由を、ウイチョル族が本来は狩猟採集民であった説と関連付けて分析している。またビーズ細工は比較的容易に製作が可能であることから、ウイチョル族以外の人間により同じ様式の工芸品の製作や販売が行われる「文化の剽窃」も起きている（橋本 1999: 180）。

## 習俗

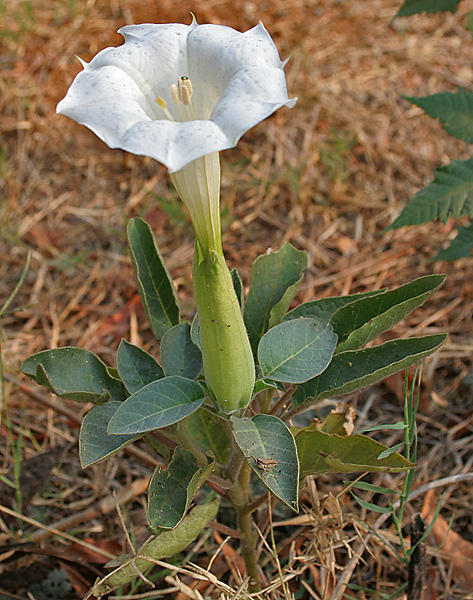
Datura innoxia

ウイチョル族は伝統宗教の一環として、いずれも幻覚作用を有するサボテン科ロフォフォラ属のペヨーテ（Lophophora williamsii; ウイチョル語: híkuri; 園芸名: 烏羽玉）や、ヤウティ（yauhti; 学名: Tagetes lucida; 通称: ミントマリーゴールド）というキク科コウオウソウ属の植物を儀礼に用いる。このうちペヨーテについては、後述するような「ペヨーテ狩り」によって調達が行われており、ウイチョル族は他のどの幻覚性植物よりも高くペヨーテを評価している。ウイチョル族にはまた、サボテン科エピテランサ属のヒクリ・ムラート（Hikuli Mulato; 学名: Epithelantha micromeris; 園芸名: 月世界）や永続的な自失状態を引き起こすと信じられるサボテン科アリオカルプス属のツウィリ（ウイチョル語: tsuwíri; 学名: Ariocarpus retusus; 園芸名: 岩牡丹）、「神の陶酔薬」であり妖術の強力な補助薬として崇拝するナス科ラッパバナ属のキエリ（ウイチョル語: kiéri、kieli; 学名: Solandra brevicalyx や S. guerrerensis、ラッパバナ（S. grandiflora）という灌木のほか、ナス科のチョウセンアサガオ属（Datura）や同キダチチョウセンアサガオ属（Brugmansia）といった植物の取り扱いを心得ている者も存在する。しかし、アサガオやチョウセンアサガオといった植物やシビレタケなどはペヨーテに比べると格下の扱いとされており、妖術者に委ねられている。
スペイン人による征服や植民地化以前からの伝統ある宗教には、雨や健康、物質的な繁栄などを司る神々が100以上も登場するが、それらに対するカトリックの聖人の同化（シンクレティズム）も見られる。

### ペヨーテ狩り

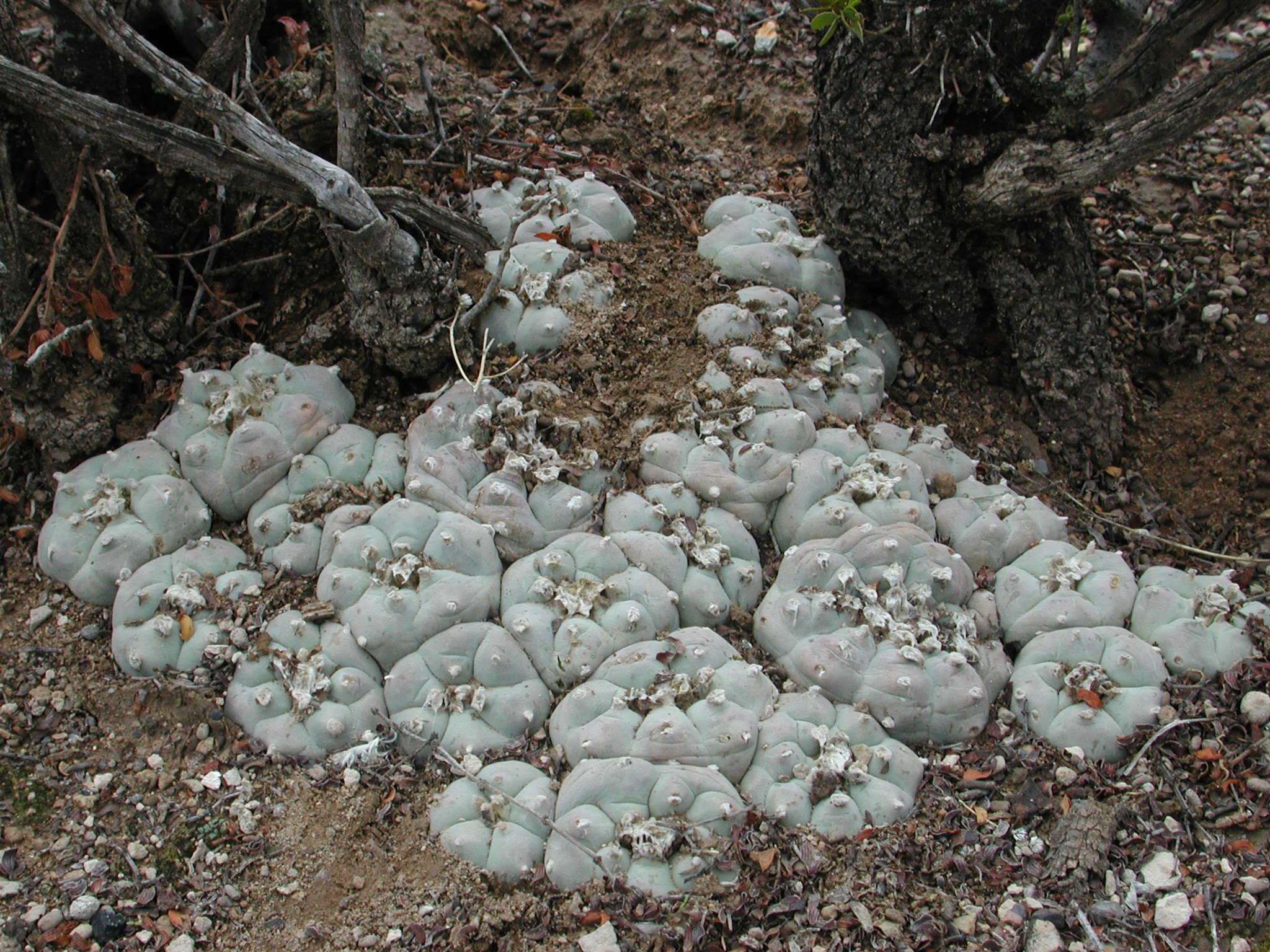
ウィリクタに生育するペヨーテ

10月から2月の乾季になると、ウイチョル族は年に一度のペヨーテ（ヒクリ）の採取のためにサン・ルイス・ポトシ地域のウィリクタ（Wirikúta、Wirikuta）という聖地まで旅を行う。ウィリクタはウイチョル族にとってペヨーテが豊かに生育する先祖代々の地であり、ペヨーテ狩りは楽園ウィリクタへの回帰、原型の始まりと神話の歴史の終わりと見做されている。ウィリクタへの最初のペヨーテ狩りの旅はシャーマンの祖にしてウイチョル最古の神であるタテワリによって先導された。現代のシャーマンとタテワリは幻影や鹿の姿をした文化英雄カウユマリ（Kauyumári）を介して交信を行う。巡礼者たちは通例10人から15人でシャーマンに導かれて旅を行う。巡礼者たちは儀式に必要不可欠なタバコ用の細口瓶や、ウィリクタから採集した水を故郷へと運んでいくための細口瓶を携行する。かつては徒歩で200マイルの旅が行われていたが、今日では車を用いる場合が多い。巡礼者たちはウィリクタへ旅立つ前に自らの性体験の告白を伴う懺悔とお清めの儀式を受けなければならない。旅の間、食事や性交渉、睡眠は神々に倣って差し控えられ、ウィリクタの神聖な山々が見える場所に着くと、巡礼者たちは儀式に従って清められ、恵みの雨を祈る。そしてシャーマンが詠唱を行っている最中に「頭の中の地図」に従って雲の関門や雲の通路を抜ける2つの感動的な段階を踏むことにより、あの世への旅を始める。いよいよペヨーテ狩りの場所に到着するとシャーマンは儀式を始め、ペヨーテにまつわる古来の物語を話し、安全の祈願を行う。巡礼者たちの中でも特に初めての参加者たちは目隠しをされた状態でシャーマンのみに見える「宇宙の入口」にいざなわれる。シャーマンの詠唱の最中に司祭たちが立ち止まって蝋燭を灯し、祈りの言葉を呟く。ようやくペヨーテを見つけるとシャーマンは鹿の足跡を暫く眺め、矢でペヨーテを射る。巡礼者たちはその年初めてのペヨーテを射られた鹿になぞらえて詠歌やトウモロコシの種子といった捧げ物を行い、かご一杯になるほどペヨーテを採取する。次の日になると更に多くのペヨーテが集められるが、その一部は故郷で待っている人々と分け合い、更にその残りはやはりペヨーテを使用するコラ族やタラフマラ族のために売り出されることとなる。その後にはタバコ配りの儀式が行われるが、ウイチョル族はタバコを火と結びつけて考えている。この儀式ではまず磁石の4方位に向けて矢が置かれ、真夜中に火が焚かれる。するとシャーマンは火の前にタバコを置き、それに羽飾りで触れつつ祈り、巡礼者一人一人にタバコを配る。各人はタバコの誕生の象徴である細口瓶に配られた物を入れる。
なお、ウイチョル族はペヨーテ狩りに人類学者やメキシコの著述家が同行することを何度か許可している。